# Luitpold I, Arhiepiscop de Mainz
Luitpold I, numit de asemenea Liutpold, Luitbald, Lippold sau Lupoid, (înainte de 990 – d. 1059), aparținând Casei de Babenberg, a fost arhiepiscop de Mainz și arhicancelar între 1051 și 1059.

## Biografie
Luitpold a fost fiul lui Leopold I, margraful Austriei și al soției sale Richarda de Sualafeldgau (d. 994), soră sau soră vitregă a contelui Marchward I de Eppenstein și fiică a contelui Ernest al IV-lea de Sualafeldgau din familia Ernestinilor.
Fiind cel mai mic dintre fii, Luitpold a fost pregătit pentru o carieră duhovnicească în Mănăstirea Fulda, după care a fost prepozit al catedralei Diecezei de Bamberg fondată în 1007. Luitpold a fost cel de-al treilea prepozit, după Poppo de Babenberg (devenit arhiepiscop de Trier în 1016) și după Pilgrim din casa conților palatini Aribon din Bavaria (devenit arhiepiscop de Köln din 1021). În cei 30 de ani cât a fost prepozit, Luitpold s-a dedicat activ administrării și extinderii proprietăților catedralei.
După moartea lui Bardo, arhiepiscopul de Mainz, împăratul Henric al III-lea l-a numit pe Luitpold ca succesor al acestuia. El a primit astfel sarcinile și responsabilitățile unui „arhicancelar”. Fire ambițioasă, Luitpold a reprezentat interesele acestei funcții în fața împăratului și papei. Astfel în 1052 el a intrat într-un conflict privind drepturile liturgice cu papa Leon al IX-lea, care se afla la Worms. Bardo nu reușise să păstreze nici dreptul de încoronare a regilor romano-germani în Mainz și nici întâietatea avută de predecesorii săi în biserica imperială. Luitpold a acceptat și s-a supus doar cu mare reticență atunci când împăratul a cerut în 1054 ca fiu său Henric al IV-lea, să fie încoronat rege romano-german la Aachen de către arhiepiscopul Herman al II-lea de Köln. Continuând politica dusă de predecesorul său privind zeciuiala, el a reușit să obțină de la Henric al III-lea recunoașterea dreptului arhiepiscopal la a zecea parte a veniturilor domeniilor regale din Turingia. Pretențiile sale de a colecta această dare anuală în Turingia au dus la conflicte grave cu mănăstirile imperiale din Fulda și Hersfeld, încât papa Nicolae al II-lea l-a avertizat în 1059 să renunțe la „asuprirea” celor două mănăstiri. Luitpold i-a indicat succesorului său Siegfried I (1060–1084) calea spre finalizarea cu succes a disputei privind zeciuiala.
Luitpold s-a străduit cu succes să dezvolte organizarea arhiepiscopiei sale. El a cumpărat un domeniu aflat la trecerea fluviului Weser pe drumul dintre Fritzlar (în nordul Hessei) și Nörten an der Leine, unde a pus bazele unei mănăstiri benedictine (numită astăzi Lippoldsberg) pe care Ruthard, arhiepiscopul de Mainz (1089–1109) a transformat-o în reședință arhidiaconală prin construirea mănăstirii benedictine. Satul Lippoldsberg și mănăstirea păstrează vie memoria arhiepiscopului Luitpold prin numele pe care îl poartă. 
În jurul anului 1058 Luitpold l-a adus la școala catedralei din Mainz pe Gozwin (d. 1075/1080) din Liège, unul dintre cei mai străluciți profesori ai timpului său. 
Luitpold a fost arhiepiscop de Mainz doar opt ani, din 1051 până pe 7 decembrie 1059, dar a rămas unul dintre ultimii reprezentanți semnificativi ai sistemului bisericesc imperial ottoniano-salian. A fost înmormântat în Mănăstirea Sf. Jacob fondată de el în Nörten-Hardenberg în 1055 la sud de orașul Mainz.